# 3795 Nigel
3795 Nigel (1986 GV1) là một tiểu hành tinh vành đai chính được phát hiện ngày 8 tháng 4 năm 1986 bởi E. F. Helin ở Palomar.